# Tillandsia longifolia
Tillandsia longifolia là một loài thuộc chi Tillandsia. Đây là loài bản địa của Bolivia, Costa Rica và Venezuela.